# I fuorilegge del matrimonio
I fuorilegge del matrimonio è un film del 1963 diretto da Valentino Orsini e i fratelli Taviani.
È un film composto da sei episodi ispirato al progetto di legge presentato dal senatore socialista Luigi Renato Sansone per l'approvazione del "piccolo divorzio".